# Natalus primus
Natalus primus (Anthony, 1919) è un pipistrello della famiglia dei Natalidi endemico di Cuba.
È comunemente chiamato Pipistrello giallo cubano.

## Descrizione

### Dimensioni
Pipistrello di medie dimensioni, con la lunghezza dell'avambraccio tra 46,1 e 51,2 mm, la lunghezza della tibia tra 25,4 e 29,1 mm, la lunghezza delle orecchie tra 20,2 e 21,2 mm e un peso fino a 12,6 g.

### Aspetto
La pelliccia è lunga e liscia. Le parti dorsali sono giallastre brillanti o grigiastre, con la base dei peli più chiara, mentre le parti ventrali sono giallo crema o grigio fumo chiare. Il muso è lungo, appiattito e ricoperto di lunghi peli scuri. Le narici sono piccole, ovali e aperte lateralmente e verso il basso. Le orecchie sono grandi, squadrate, a forma di imbuto e con l'estremità appuntita. Il trago è corto, triangolare e con l'estremità piegata in avanti. Le ali sono attaccate posteriormente sopra le caviglie. La coda è lunga ed inclusa completamente nell'ampio uropatagio, il quale margine libero è frangiato. Il calcar è molto lungo.

## Biologia

### Comportamento
Si rifugia in gruppi fino a 100 individui all'interno di grotte calde ed umide. La popolazione totale non supererebbe il migliaio di individui.

### Alimentazione
Si nutre di insetti, principalmente di falene, grilli e scarabei, meno frequentemente di imenotteri, neurotteri, ditteri, omotteri e emitteri.

### Riproduzione
Gli accoppiamenti avvengono in aprile. Femmine gravide sono state osservate nel mese di maggio.

## Distribuzione e habitat
Questa specie è conosciuta soltanto a Cueva la Barca, una grotta situata nell'estrema punta occidentale di Cuba. Storicamente è stata presente su tutta l'isola, sulla vicina isola della Gioventù e in alcune delle Bahamas e delle Isole Cayman.

## Conservazione
La IUCN Red List, considerato l'areale inferiore a 20 km² e il continuo declino nell'estensione e nella qualità del proprio habitat, classifica N.primus come specie vulnerabile (VU). Tuttavia è molto probabile che il suo stato di conservazione degradi ulteriormente a causa dell'intrusione umana nell'unica grotta dove sopravvive e che il cambiamento climatico e i continui crolli nelle volte, potrebbero interrompere l'equilibrio del bilancio termico all'interno di essa, compromettendo l'esistenza della colonia residente.